# BBC Radio Scotland
BBC Radio Scotland – brytyjska stacja radiowa należąca do publicznego nadawcy radiowo-telewizyjnego BBC i mająca status szkockiego narodowego radia publicznego w języku angielskim. Równolegle działa też stacja BBC Radio nan Gàidheal, nadająca w języku gaelickim szkockim.

## Charakterystyka
Radio Scotland zostało uruchomione jako samodzielna rozgłośnia w dniu 23 listopada 1978 roku. Wcześniej podobną rolę, choć w mniejszym wymiarze czasowym, pełniła w portfolio BBC szkocka mutacja BBC Radio 4. Obecnie stacja dostępna jest w analogowym i cyfrowym przekazie naziemnym, w Internecie oraz w niekodowanym przekazie satelitarnym z satelity Astra 1N. Ramówka stacji ma charakter ogólnotematyczny, z dużym naciskiem na kwestie związane ze Szkocją. W przeciwieństwie do większości regionalnych i lokalnych stacji BBC, rozgłośnia produkuje swój program całkowicie samodzielnie przez całą dobę. W czasie wiadomości lokalnych oraz części serwisów pogodowych, sygnał stacji jest rozszczepiany na trzy wersje: dla Szetlandów (pod nazwą BBC Radio Shetland), Orkadów (BBC Radio Orkney) oraz pozostałej części Szkocji.

## Studia
Główną siedzibę stacji stanowi gmach BBC Pacific Quay w Glasgow, gdzie mieści się centrala szkockiej części BBC. Drugą kluczową lokalizacją jest stara siedziba BBC Scotland w Edynburgu, wciąż używana jako miejsce produkcji programów. Z kolei w Dumbarton mieszczą się studia wykorzystywane przy nagrywaniu słuchowisk. Ponadto rozgłośnia dysponuje siecią mniejszych ośrodków w całej Szkocji. Są one zlokalizowane w Aberdeen, Dundee, Portree, Stornoway, Inverness, Selkirk, Dumfries, Kirkwall i Lerwick.